# منطقه ۷۳ (قطر)
منطقه ۷۳ یک منطقهٔ مسکونی در قطر است که در الشحانیه (شهرداری) واقع شده‌است. منطقه ۷۳ ۶۲۳٫۳ کیلومتر مربع مساحت و ۱٬۶۸۵ نفر جمعیت دارد.